# Citroën-Kégresse P17
Pour les articles homonymes, voir P17.
La Citroën-Kégresse P17 est une autochenille Citroën à propulseur Kégresse à chenilles métallo-caoutchouc et moteur 4 cylindres. Sortie en 1928 sous la désignation P10, la production passe au type P17 en 1930. 
Commercialisées sur le marché civil, les Citroën P17 sont également utilisées par l'Armée française, en particulier comme tracteur d'artillerie. Elles sont toujours en service au début de la Seconde Guerre mondiale. 

## Conception

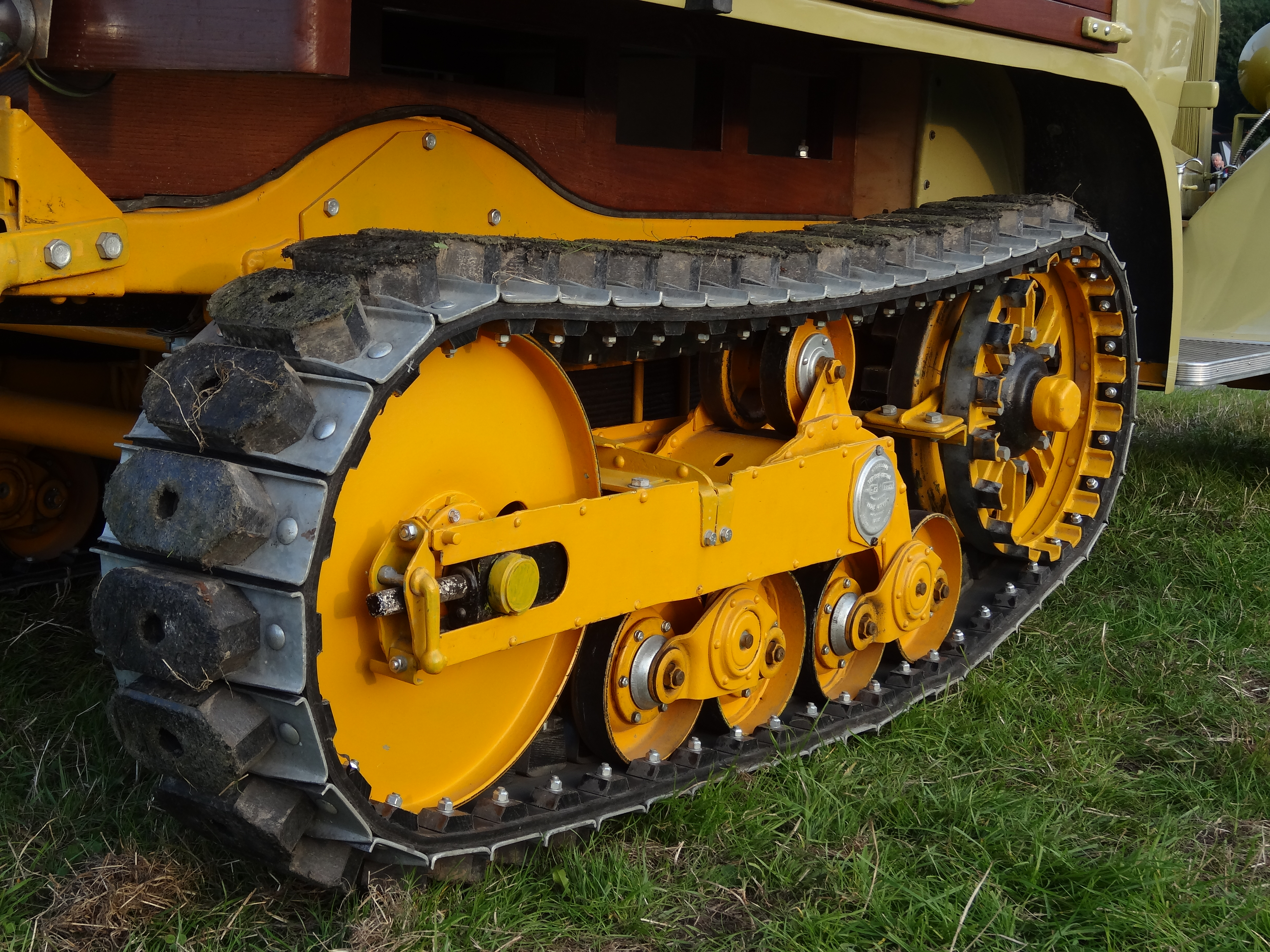
Le propulseur P17 (ici sur une P17C civile) : chenilles en métal et caoutchouc, quatre galets inférieurs, un galet supérieur, poulie motrice à huit dents à l'arrière, poulie tendeuse à l'avant.

La première version du P17, désignée P10, sort en 1928. Dérivée de la Citroën-Kégresse P7bis à moteur type B2, la P10 a un moteur de Citroën B14.
En 1929 sort la variante P10-1929, avec le châssis et le moteur de la Citroën C4D, disposant d'un galet supérieur pour guider la chenille. En 1930, le modèle P17A est développé, jusqu'au P17E de 19. Au fur et à mesure, les P17 reçoivent des moteurs plus puissants, qui leur confèrent une vitesse plus élevée : C4D pour la P17A de 1930, C4III pour la P17B de 1931, P32 pour la P17C de 1932, P34 pour les P17D (1932) et P17E (1933). Les P10-1929 à P17B ont des moteurs à quatre cylindres  72 × 100 mm, réalésés à 75 × 100 mm à partir de la P17C. La puissance passe de 22 ch pour la P10 à 26 ch pour les versions suivantes, puis 28 ch pour la P17C, 35 ch pour la P17D et 37 ch pour la P17E.
Une variante type « semi-neige » est développée à partir de la P17, utilisant des chenilles plus larges.

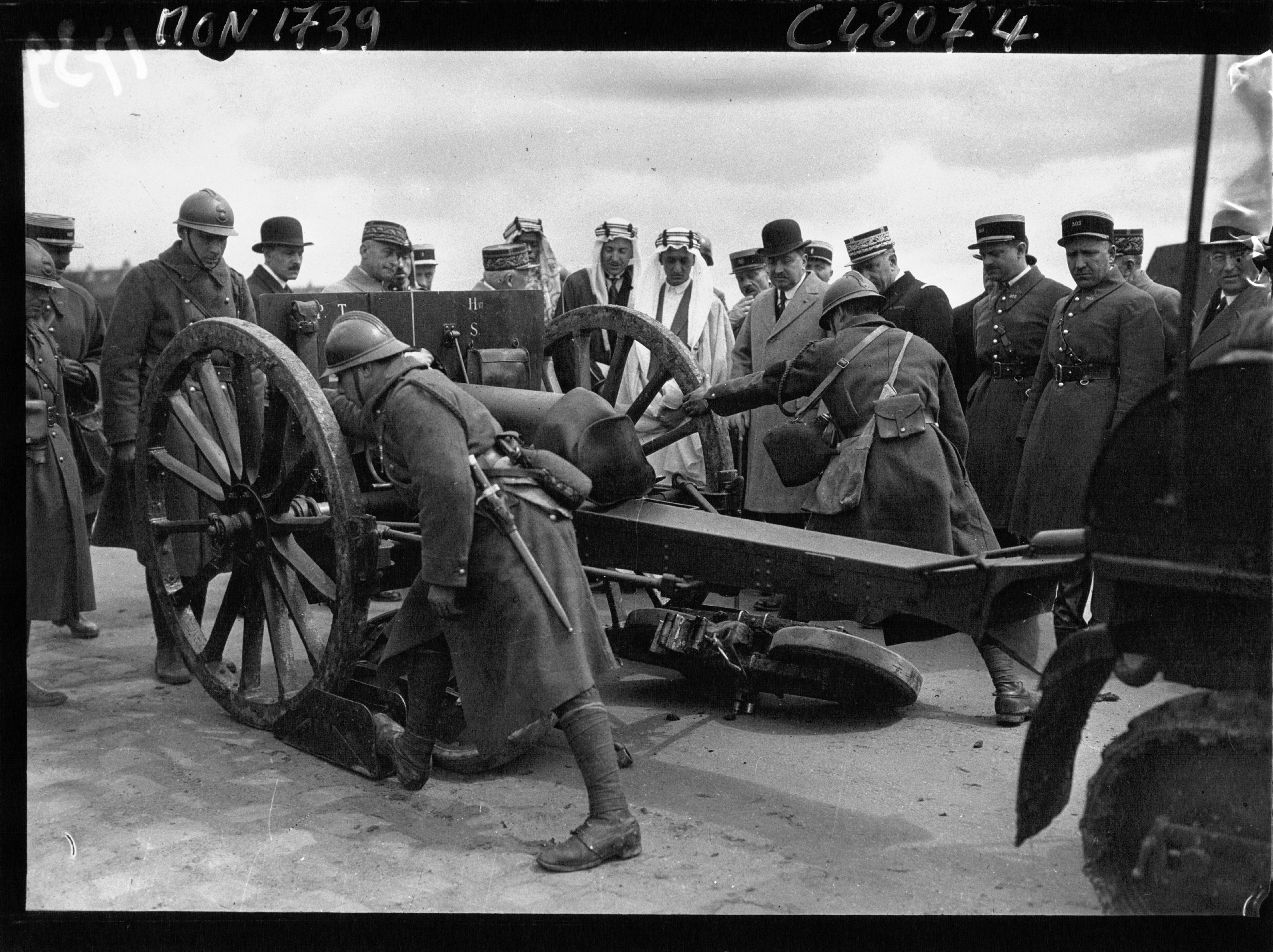
Démonstration du démontage du train rouleur d'un canon de 75 mm modèle 1897 à Satory en 1932. On voit à droite l'arrière arrondi d'un P17A.

Le modèle des versions françaises de tracteurs d'artillerie peut être déterminé par leur carrosserie : le P10-1929 a un empattement plus court et la caisse est en porte-à-faux derrière le propulseur, le P17A a, comme le P10-1929, un arrière de caisse arrondi, les P17B et C ont un arrière de caisse droit et des galets à bandage caoutchouc (le P17C a un marchepied arrière, contrairement au P17B), le P17D a une tige-support de roue de secours sur le flanc avant gauche (les tracteurs P17B et C n'ayant pas de roues de secours). Le tracteur P17E se distingue immédiatement par la présence de porte. Enfin, les deux modèles de P10 et les P17A n'ont pas de rouleau de franchissement à l'avant.

## Utilisation

### Expéditions

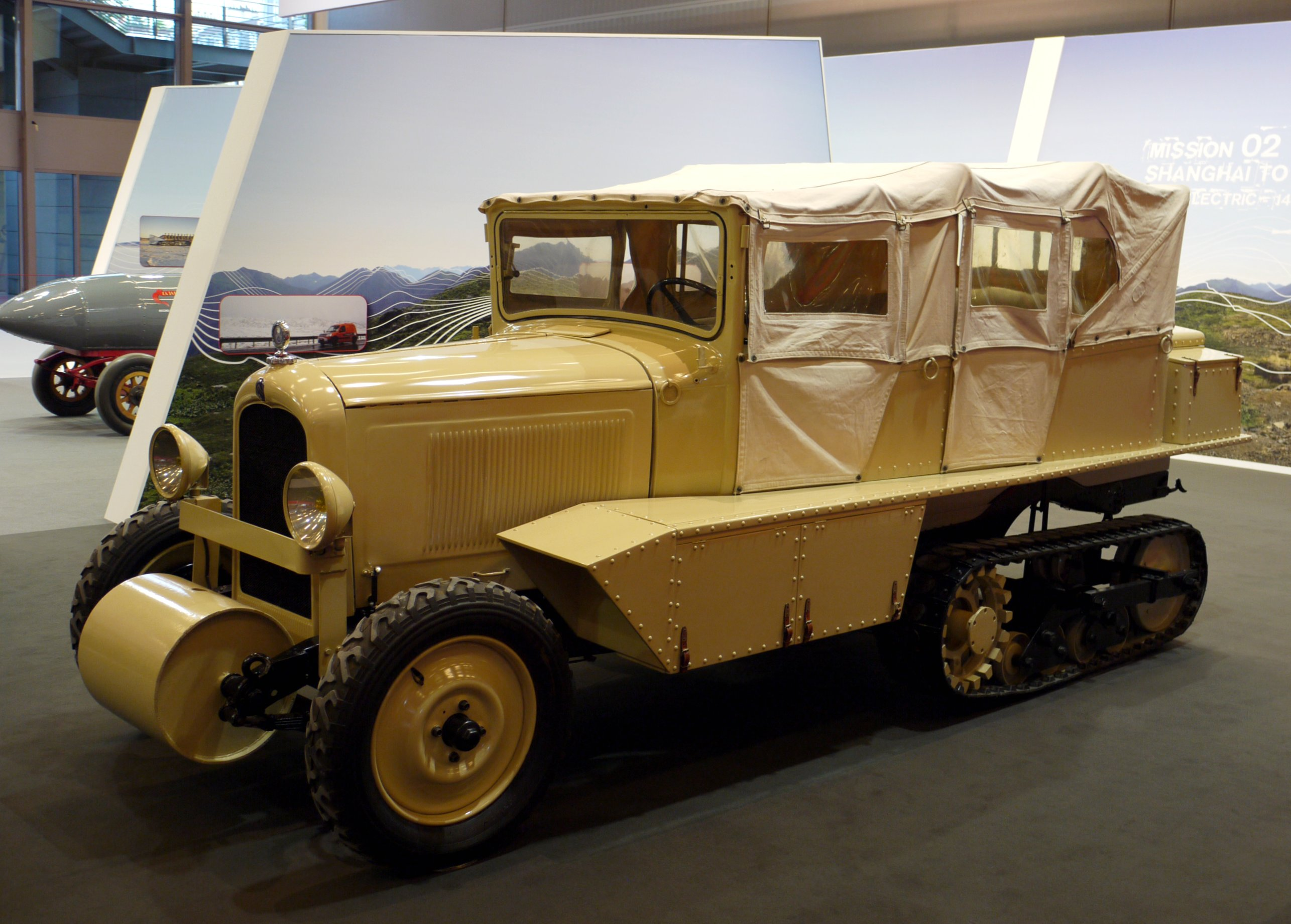
Un des véhicules ayant participé à la Croisière jaune.

Des P17 participent à la Croisière jaune du 4 avril 1931 au 12 février 1932 : les autochenilles du groupe Pamir, parti de l'Ouest, sont six P17 modifiées et une P14 (6 cylindres) à propulseur P17,. La Croisière blanche, du 4 juillet 1934 au 24 octobre 1934, utilise également quatre P17D.

### Utilisateurs militaires

#### France
Après le succès des expérimentations menées en 1928 avec les P7 bis, l'armée française décide d'adopter un semi-chenillé pour tracter l'artillerie de 75 mm modèle 1897. L'équipement s'effectue en plusieurs tranches, du premier modèle P10-1929 au P17 E. Un total de 1 442 exemplaires de tracteurs d'artillerie P17 a été produit, plus 214 à 302 P10-1929. Elles équipent les régiments d'artillerie légère à tracteurs tous terrains jusqu'à l'arrivée des Citroën P107. Les P17 sont ensuite transférées aux unités motorisées pour tracter les 47 mm modèle 1937 et 25 mm modèle 1938 et 1939, des activités qu'elles effectueront jusqu'en juin 1940. Ces véhicules se révèlent trop lents pour la lutte antichar, leur manque de vitesse les laissant souvent à découvert face aux réactions de l'ennemi durant la bataille de France.

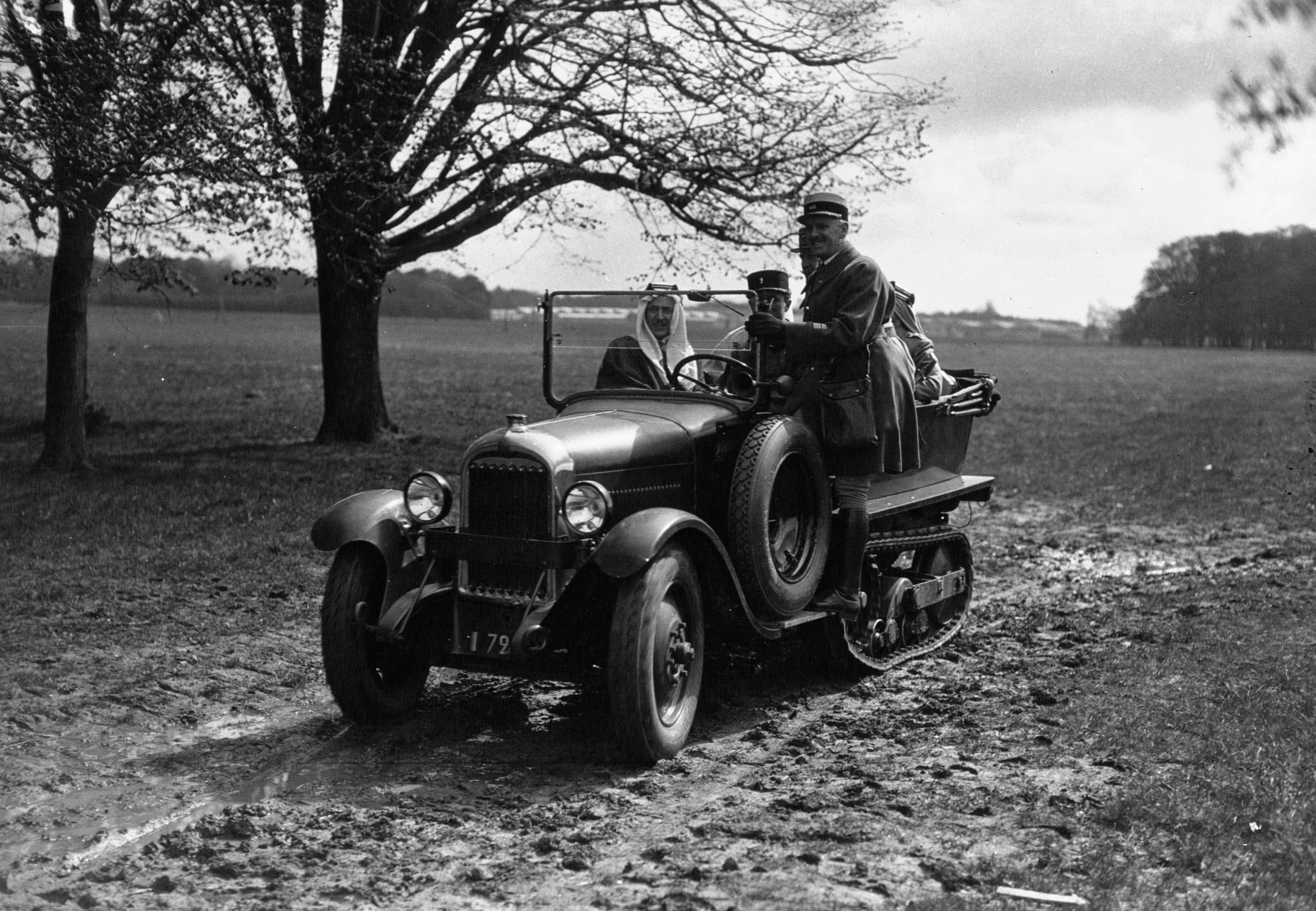
Voiture de liaison tous terrains P10 de 1928, à Satory en 1932.

En parallèle, l'Armée française commande dès 1928 une trentaine de P10 pour d'autres missions, comme la liaison, la téléphonie ou le ravitaillement. 108 voitures P10-1929 suivent pour emporter les mitrailleuses des régiments de dragons portés. Environ 80 P17 de divers modèles sont commandés pour d'autres usages, comme l'aviation ou le génie. Enfin 24 P17E sont achetées comme tracteurs de ravitaillement des chars.

#### États-Unis
Les services techniques de l'United States Army testent des P17 dont les essais sont convaincants. La firme James Cunningham Son & Co achète la licence Kégresse et conçoit le Half Track Car T1 (1932)[réf. non conforme],. D'autres constructeurs en dérivent des prototypes dont les Halftracks M2/M3 sont les derniers développements.

#### Pologne

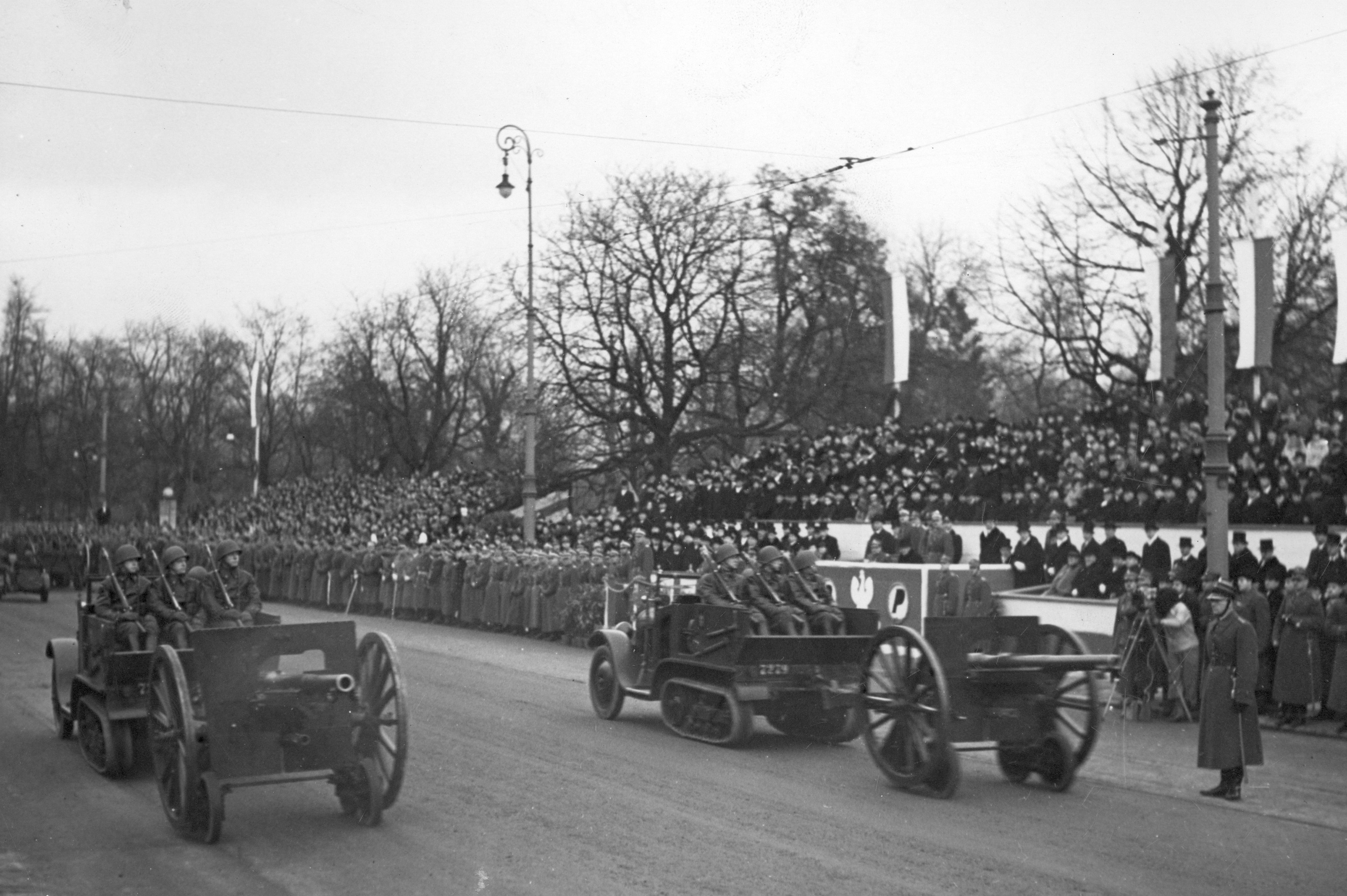
Un défilé de l'artillerie motorisée polonaise à Varsovie en 1936

L’armée polonaise achète entre 1931 et 1933 une centaine de semi-chenillés Citroën Kégresse parmi lesquelles le P17. Ils sont par la suite remplacés par des PZinz/Fiat-Polski C4P.

#### Portugal
Le Portugal achète quelques tracteurs d'artillerie P17.

#### Allemagne
La Wehrmacht récupère les Citroën-Kégresse P17 survivants après juin 1940, sous le nom de Zugkraftwagen Ci 301 (f).

#### Vidéo
- A.S.P.H.M. (ASSOCIATION DE SAUVEGARDE DU PATRIMOINE HISTORIQUE MILITAIRE), Citroën Kegresse P17-